# Metafosforany

Anion metatrifosforanowy

Metafosforany – sole lub estry kwasu metafosforowego.
Nieorganiczne sole kwasu metafosforowego występują w postaci pierścieniowych trimerów, tetramerów lub heksamerów, np. trimetafosforan sodu Na
3(PO
3)
3, tetrametafosforan sodu Na
4(PO
3)
4 lub heksametafosforan sodu Na
6(PO
3)
6.
Organiczne metafosforany z grupy estrów występujące w postaci monomerycznej są niezwykle reaktywne. Stabilizują się przez utworzenie cyklicznych trimerów, trimetafosforanów. Trimetafosforany trialkilowe są związkami przejściowymi w reakcjach fosforylacji, natomiast 5′-trimetafosforany nukleozydów ulegają hydrolizie do trifosforanów, np. ATP.
Monomeryczny anion metafosforanowy [PO
3]−
 uważany był za reaktywny produkt przejściowy w wielu reakcjach z udziałem fosforanów nieorganicznych i organicznych, jednakże najnowsze badania sugerują, iż czas jego życia w roztworach wodnych jest zbyt krótki, aby mógł on odegrać znaczącą rolę w mechanizmach reakcji fosforylacji/defosforylacji. Obecnie wskazuje się, że stanowi on graniczną, lecz nigdy nie osiąganą przez układ formę pięciokoordynacyjnego kompleksu aktywnego w kontinuum mechanistycznym reakcji substytucji nukleofilowej typu SN2, dla których silna asocjacja nukleofilu poprzedzona jest silną dysocjacją wiązań atomu fosforu z grupą opuszczającą.